# Dédékpoé
Dédékpoé ist ein Arrondissement im Département Mono im westafrikanischen Staat Benin. Es ist eine Verwaltungseinheit, die der Gerichtsbarkeit der Kommune Athiémè untersteht.

## Demografie und Verwaltung
Gemäß der Volkszählung 2013 des beninischen Statistikamtes INSAE hatte das Arrondissement 4579 Einwohner, davon waren 2270 männlich und 2309 weiblich.
Von den 61 Dörfern und Quartieren der Kommune Athiémè entfallen sechs auf Dédékpoé:
1. Abloganmè
2. Adjassinhoun – Condji
3. Ahoho
4. Dévèmè
5. Madéboui
6. Zindonou